# Scabinopsis yunnanea
Scabinopsis yunnanea är en kackerlacksart som beskrevs av Bei-Bienko 1969. Scabinopsis yunnanea ingår i släktet Scabinopsis och familjen storkackerlackor. Inga underarter finns listade i Catalogue of Life.